# 하츠네
하츠네(初音, 1990년 10월 11일 ~)는 일본의 여성 싱어송라이터이다. 원래 본명인 오쿠무라 하츠네(奥村初音)로 활동했으나, 2009년 3월, 고등학교를 졸업하고 상경하고 나서 가수라는 것에 대한 기합을 넣는다는 의미로 하츠네(初音)로 이름을 바꾸고 활동을 시작했다. 2012년 3월 31일로서 켄온(소속사) 및 에이벡스 트랙스(레이블)에서 독립 후 음악 활동을 계속하기로 표명하였다.
현재까지 매인 라이브 공연 "원맨라이브 하츠네 차실" 및 기타 레이블의 라이브를 포함하여, Rebright La' Stand 라는 Rock 밴드를 결성하여 보컬을 담당하고 있으며, 독립 후에도 싱글 및 앨범을 발매하고 2015년 4월 21일 통산 9번째 앨범 "바람은 너의 대답을 기다리고 있어"가 발매되었다.

## 전기
5살 때부터 피아노에 가까이 하였다. 초등 4학년에서 현지 오사카의 보컬 스쿨에 다니기 시작한 것을 계기로 가수를 지망한다. 초등 5학년의 여름에 처음 솔로 보컬에서 콘테스트에 참가하지만, 아무런 상을 타보지 못하는 설움을 맛보게 되지만, 오리지널 곡을 부른 다른 참가자에 자극을 받아 "나도 이것이 필요하다" 라고 생각하고, 곧 작사 및 작곡을 시작한다. 이듬해 이 대회에서는 오리지널 곡에서 키보드 악기를 켜면서 노래하는 스타일로 참여하여 최연소로 그랑프리를 수상했다.그 뒤 독학으로 작사 및 작곡을 하여 실력을 쌓고, 거리 공연과 이벤트 라이브를 월 1회의 페이스로 하며 16세로 데뷔하기 전에 오리지널 곡은 90곡을 넘었다.
2007년 9월 5일 오쿠무라 하츠네로 싱글"사랑, 불꽃"으로 데뷔.
2008년 여름, 일본 테레 비계 수요 드라마 " 정의의 아군" 주제가 "혼토와네(ホントはね)"를 발매하며. 여자의 속내를 담은 하트풀 곡이며 "괜찮다는 것은 편리한 말(大丈夫は便利な言葉)"이 화제였다. 9월 3일 첫 앨범 "고맙습니다(ありがとう)"를 발매하며, 최초의 원맨 라이브를 10월 17일 오사카:난바 Hatch, 10월 19일 도쿄:아카사카 BLITZ에서 실시하였다. 모두 초 만원이 되어, 새로운 스타일의 콘서트에 주목을 받았다.
2009년 봄 고등학교 졸업과 동시에 단신으로 상경. 아티스트 이름을 "하츠네(初音)"이라며 새로운 마음으로 도전한다. FM 오사카에서 라디오 정규 프로그램 "하츠네의『히토리 릴랙스 라디오(ヒトリ relax radio)』" 방송 개시. 2012년 3월까지 3년간 DJ를 맡았다.(매주 토요일 심야 25:00~25:30) 최초의 콜라보 작품 "사랑에 만났던 여름(恋に出逢った夏) feat.KEN THE 390" 및 9월 2일 후속으로 "붉은 실(アカイ糸) feat.KEN THE 390"를 발매하였다.
2010년 3월 28일 제1회 "원맨 라이브 하츠네 찻집"을 개최. TV 아사히 계열 금요일 저녁 드라마 "비밀(秘密)" 주제가, "츠요가리 소레이유(つよがりソレイユ)" 발매. TV 아사히 목요일 미스터리 "과수연의 여자 11" 주제가, "츠무기～아마네쿠오모이～(紡ぎ～あまねく想い～)"를 발매하였다.
2011년 12월 14일 두번째 앨범 "코이 츠무기(音紡ぎ)"를 발매.
2012년 봄부터, 현재의 체제로 음악 활동을 시작. 록 밴드 "리브라이트 라'스탠드(Rebright La'stand)"가 결성된다.
2013년 10월 13일 "바람 노트 1(風ノート1)" JayaGarden에서 한정 발매. "하츠네의 U-rela(初音のU-rela)" 방송 개시.
2014년 2월 27일 그랜드 피아노로 선사하는 어쿠스틱 라이브 "피아노 쇼콜라(ピアノショコラ)" 제1회(第一夜)를 개최.
2014년 5월 29일 "바람 노트 2((風ノート2)" JayaGarden에서 한정 발매.
2014년 12월 "하츠네의 U-rela"가 100회 돌파.
2015년 4월 21일 3번째 앨범 "바람은 너의 답을 기다리고 있어(風は君の答えを待っている)" 아마존 재팬, 타워레코드, HMV, JayaGarden에 정식 발매.
2015년 여름, 연주토크 투어 "하츠네의 히토리 라패스트 투어" 개최.(오사카, 삿포로, 도쿄, 나고야)
2010년부터 개최하는 원맨 라이브"하츠네 찻집"은 40회를 넘기고 있다. 지금까지 발표한 곡, 미발표곡, 커버 곡, 어릴 적에 만든 곡을 부를 코너 등이 있으며, 처음 온 사람이라도 몇번 찾아도 즐길 수 있는 알 수 없는 공간으로 정평이 나 있다. 행사장을 찾은 사람의 설문 조사에서 치유됐다고 답변할 확률은 90% 이상으로 집계되고 있다.

## 음반 목록

### 싱글

#### 오쿠무라 하츠네(奥村初音)
- 2007년 〈코이, 하나비〉 (恋、花火 사랑, 불꽃[*])
- 2008년 〈스나〉 (砂 모래[*])
- 2008년 〈혼토와네〉 (ホントはね 사실은[*]) - 드라마 《정의의 아군》 주제가.
- 2009년 〈코이니데앗타 나츠〉 (恋に出逢った夏 feat.Ken The 390 사랑을 만난 여름[*])
- 2009년 〈아카이이토〉 (アカイ糸 feat.Ken The 390 빨간 실[*])

#### 하츠네(初音)
- 2010년 〈마타아이타이〉 (また逢いたい)
- 2010년 〈츠요가리 소레이유〉 (つよがりソレイユ) - 드라마 《비밀》 주제가.
- 2011년 〈츠무기～아마네쿠오모이～〉(紡ぎ ～あまねく想い～) - 드라마 《과수연의 여자11》 주제가.
- 2013년 〈카제 노토 1〉 (風ノート1) - 독립 이후 첫 싱글이자 9번째 싱글이며, JayaGarden 한정 발매
- 2013년 〈카제 노토 2〉 (風ノート2) - JayaGarden 한정 발매

### 앨범

#### 오쿠무라 하츠네(奥村初音)
1. 아리가토 (ありがとう 고마워[*]) (2008년 9월 3일)

#### 하츠네(初音)
1. 코이 츠무기 (音紡ぎ 소리가 널리[*]) (2011년 12월 14일)
2. 카제와 키미노 코타에오 마테이루 (風は君の答えを待っている 바람은 너의 대답을 기다리고 있어[*]) (2015년 4월 21일) - 독립 이후 첫 앨범이자 3번째 앨범, 공식루트 발매

### 한정 발매 곡
1. 마케나이 코코로 (負けないココロ 지지 않는 마음[*]) - 닌텐도 DS 화은타시-스타 ZERO 주제가 및 간사이 테레비 그탄느보 2008년 12월 2009년 1월 엔딩테마